# 川口市立慈林小学校
川口市立慈林小学校（かわぐちしりつ じりんしょうがっこう）は、埼玉県川口市安行慈林にある公立小学校。

## 沿革
- 1977年4月1日 - 川口市立慈林小学校として開校し、川口市立安行小学校から生徒の一部が移籍[1]
- 1977年6月1日 - 校舎が完成
- 1977年10月24日 - PTA設立
- 1978年3月25日 - プールが完成
- 1983年6月11日 - 体育館が完成
- 1992年12月1日 - 児童保育室を開設
- 2006年7月20日 - 開校30周年記念として図書室空調設備を設置[2]

## 教育目標
「豊かな心をもち、確かな学力と健康・体力を兼ね備えた児童の育成」

## 通学区域
- 安行領家 - 一部
- 安行慈林 - 一部
- 安行吉岡 - 全域[4]